# Рамон Калдерон
Хосе Рамон Калдерон Рамос (на испански: José Ramón Calderón Ramos) е испански адвокат и бивш президент на Реал Мадрид.

## Президент на „Реал“
Рамон Калдерон е избран за президент на Реал Мадрид на 2 юли 2006 г., благодарение на 8344 гласа. Конкурентът му Хуан Паласиус получава подкрепа от 8098 души.
Главните обещания на Калдерон са привличането на Ариен Робен, Кристиано Роналдо, Сеск Фабрегас и Кака. От тези обещания към 2007 г. е изпълнено едното – „Реал“ привлича Ариен Робен. След назначаването му за президент, Рамон Калдерон назначава Предраг Миятович за спортен директор и Фабио Капело за треньор на клуба. Впоследствие Капело е уволнен и на негово място е назначен Бернд Шустер.